# Luis Almagro
Luis Leonardo Almagro Lemes, né le 1er juin 1963, est un avocat, diplomate et homme politique uruguayen. Il a notamment été ministre des Relations extérieures de l'Uruguay. Il est le secrétaire général de l'Organisation des États américains (OEA) depuis 2015.

## Biographie
Il est ambassadeur de l’Uruguay en Iran de 1991 à 1996.
Il est nommé ministre des Affaires étrangères par le président José Mujica en 2010, fonction qu'il occupe jusqu'en 2015. Il s'oppose à ce titre à l'intégration du Venezuela au sein du Marché commun du Sud (Mercosur), bien que José Mujica s'y soit au contraire déclaré favorable.

### Secrétaire général de l'OEA
Élu secrétaire général de l'Organisation des États américains en 2015, il tend à aligner celle-ci sur les positions du gouvernement nord-américain. Ce réalignement est célébré par Mike Pompeo, le ministre étatsunien des Affaires étrangères, comme un « retour à l'esprit de l'OEA des années 1950 et 1960 », période pendant laquelle l'organisation se consacrait à la lutte contre l'influence communiste en Amérique latine. Il se montre partisan d'une « ligne dure » à l'égard du Venezuela, déclarant à plusieurs reprises ne pas exclure une intervention militaire dans le pays pour renverser le gouvernement de Nicolás Maduro, et reprochant à une partie de l'opposition vénézuélienne de négocier avec le gouvernement : « Je crois que, définitivement, l’opposition va devoir séparer le bon grain de l’ivraie ».
José Mujica lui adresse une lettre le 18 novembre 2015, dans laquelle il déclare « déplorer la direction dans laquelle tu t’engages et je la sais irréversible. À cause de cela, je te dis adieu maintenant officiellement et prends congé ». Luis Almagro sera officiellement exclu du Front large uruguayen (gauche modérée) en décembre 2018, pour sa conduite jugée interventionniste et fonctionnelle aux intérêts des États-Unis à la tête de l’OEA.
La gauche latino-américaine lui reproche également de ne pas avoir condamné la destitution de la présidente brésilienne Dilma Rousseff en 2016 et l’emprisonnement de l'ancien président Luiz Inácio Lula da Silva, alors favori de l'élection présidentielle brésilienne de 2018, ou encore de taire sur les assassinats quotidiens de syndicalistes en Colombie et l'abandon du processus de paix par le président Iván Duque. Au contraire, son engagement pour la démocratie au Venezuela, à Cuba, au Nicaragua et en Bolivie a été salué par la droite.
En février 2017, Luis Almagro, l'ancien président mexicain Felipe Calderon et Mariana Aylwin n'ont pas pu se rendre à Cuba pour recevoir un prix remis par la dissidente cubaine Rosa María Payá.
Il condamne fermement en octobre 2019 les manifestations populaires auxquelles sont confrontés les gouvernements chilien, colombien et équatorien, derrière lesquelles il voit la main des gouvernements vénézuélien et cubain. Il félicite dans ce contexte le président chilien Sebastián Piñera, lequel a « défendu avec efficacité l'ordre public, tout en prenant des mesures spéciales pour garantir les droits de l'homme. » Surtout, l'OEA contribue de façon très controversée au renversement du président bolivien Evo Morales en novembre 2019, l'accusant de fraude électorale, sans toutefois ne jamais étayer cette accusation.
Il est réélu à la tête de l'OEA en mars 2020 grâce au soutien des États-Unis et des gouvernements conservateurs du continent américain.